# Chorebus subfuscus
Chorebus subfuscus är en stekelart som beskrevs av Griffiths 1968. Chorebus subfuscus ingår i släktet Chorebus och familjen bracksteklar. Inga underarter finns listade i Catalogue of Life.